# 金勝斗
金勝斗（김승두，1958年3月1日—），北韓政治家，任職朝鮮勞動黨中央委員會教育委員會委員長及最高人民會議代議員。

## 生平
金勝斗出生於咸鏡南道，後於1983年在朝鮮理科大學當教職員。2012年，先後獲委任為黨中央委員會的教育委員會委員長、國家體育指導部委員以及朝鮮古巴團結委員會委員長。同年，又以替補身份成為最高人民會議的代議員，並被任命為朝鮮理科大學校長。2014年3月，他在應屆的最高人民會議選舉當選。

## 資料來源
1. 1 2  .   [2014-03-21]. （原始内容存档于2016-03-05）.
2. ↑  "北교육위원장에 김승두 리과대학 학장" （页面存档备份，存于） 《韓聯社》 2012 2 16